# Jacques Fonteray
Jacques Fonteray, né le 10 février 1918 à Grenoble et mort le 6 février 2013 à Issy-les-Moulineaux, est un créateur de costumes de cinéma.
Parmi ses créations les plus remarquées, on compte celles pour les films Barbarella, La Banquière,, Moonraker, Borsalino, La Folie des Grandeurs, les nombreux costumes créés pour Romy Schneider, la fameuse robe de mariée de Brigitte Bardot dans Boulevard du Rhum, jusqu'à celles   d'Une femme française.

## Biographie

### Donations
- Donation par sa famille de documents et maquettes à la Margaret Herrick Library  de l'Academy of Motion Picture Arts & Sciences ou AMPAS (Los Angeles)
- Donation de plus de 200 maquettes et documents de travail à La Cinémathèque Française

## Filmographie

### Téléfilms
- 1971 : L'Éducation sentimentale de Georges Cravenne
- 1977 : La Chute de la maison Usher d'Alexandre Astruc, d'après[8] Edgar Allan Poe
- 1983 : La Veuve rouge (L’Affaire Steinhel) d'Édouard Molinaro
- 1985 : L'Ordre d'Étienne Périer

### Séries télévisées
- 1975 : Les Grands Détectives

### Cinéma
- 1959 : Les Tricheurs de Marcel Carné
- 1963 : La Fabuleuse Aventure de Marco Polo de Denys de La Patellière
- 1963 : L'Enfer (préparation) d'Henri-Georges Clouzot
- 1964 : Rapture de John Guillermin
- 1965 : J'ai tué Raspoutine de Robert Hossein
- 1965 : Le Tonnerre de Dieu de Denys de La Patellière
- 1965 : Soleil noir de Denys de La Patellière
- 1965 : Du rififi à Paname de Denys de La Patellière
- 1965 : À belles dents de Pierre Gaspard-Huit
- 1966 : Le Roi de cœur de Philippe de Broca
- 1966 : Le Plus Vieux Métier du monde, film à sketches de Philippe de Broca
- 1966 : Paris brûle-t-il ? de René Clément
- 1967 : L'Horizon de Jacques Rouffio
- 1968 : Barbarella de Roger Vadim
- 1968 : Histoires extraordinaires, sketch de Roger Vadim : Metzengerstein
- 1968 : Caroline chérie de Denys de La Patellière
- 1968 : Un château en enfer de Sydney Pollack
- 1969 : Borsalino de Jacques Deray
- 1969 : Mon oncle Benjamin d'Édouard Molinaro
- 1969 : Hibernatus d'Édouard Molinaro
- 1969 : Le Diable par la queue de Philippe de Broca
- 1970 : Boulevard du rhum de Robert Enrico
- 1970 : La Folie des grandeurs de Gérard Oury
- 1972 : L'Impossible Objet de John Frankenheimer
- 1972 : Barbe-Bleue (Bluebeard) d'Edward Dmytryk
- 1972 : Le Rempart des Béguines de Guy Casaril
- 1973 : Le Trio infernal de Francis Girod
- 1974 : Une guerre particulière (préparation) de Ruy Guerra
- 1974 : French Connection 2 de John Frankenheimer
- 1974 : Borsalino & Co de Jacques Deray
- 1975 : Chobizenesse de Jean Yanne
- 1975 : Le Crocodile (préparation) de Gérard Oury
- 1975 : Sept Morts sur ordonnance de Jacques Rouffio
- 1976 : Une femme à sa fenêtre de Pierre Granier-Deferre
- 1976 : L'Aile ou la Cuisse de Claude Zidi
- 1976 : René la Canne de Francis Girod
- 1976 : Le Gang de Jacques Deray
- 1976 : Dracula père et fils d'Édouard Molinaro
- 1977 : L'État sauvage de Francis Girod
- 1977 : La Vie devant soi de Moshe Mizrahi
- 1977 : Portrait de groupe avec dame d'Aleksandar Petrović
- 1978 : Moonraker de Lewis Gilbert
- 1978 : One, Two, Two : 122, rue de Provence de Christian Gion
- 1979 : La Banquière de Francis Girod
- 1980 : Le Coup du parapluie de Gérard Oury
- 1981 : La Boum de Claude Pinoteau
- 1981 : Benya le roi ou le Cavalier rouge (préparation) d'Aleksandar Petrović
- 1982 : Les Secrets de la princesse de Cadignan de Jacques Deray
- 1982 : L'As des as de Gérard Oury
- 1986 : Le Prix du danger d'Yves Boisset
- 1987 : Lévy et Goliath de Gérard Oury
- 1988 : Migrations (Seobe) d'Aleksandar Petrović
- 1989 : Les Mille et Une Nuits de Philippe de Broca
- 1990 : Dames galantes de Jean-Charles Tacchella
- 1992 : Mouche (tournage interrompu) de Marcel Carné
- 1992 : La Femme abandonnée d'Édouard Molinaro
- 1994 : Une femme française de Régis Wargnier

## Expositions
- 2019 : Paris, Cinémathèque, Exposition Louis de Funès du 15 juillet 2020 au 31 mai 2021
- 2018 : Stockholm, Barbarella, 50 years of Space Age, conférence à la Cinémathèque de Stockholm par Elizabeth Castaldo Lundén
- 2016 : Berlin, Deutsche Kinemathek, Things to come
- 2016 : Paris, Grande Halle de la Villette, James Bond 007, l'exposition, 50 ans de style Bond, Maquettes de Moonraker
- 2013 : Calais, Cité Internationale de la dentelle et de la mode, Plein les yeux! Le spectacle de la mode
- 2013 : Lyon, Centre d'Histoire de la Résistance et de la Déportation, La mode en temps de guerre, Pour vous mesdames
- 2012 : Londres, Barbican Centre, Designing 007, 50 Years of Bond Style, puis Toronto, Canada.
- 2012 : Liège, Golden Sixties. J'avais 20 ans en 60
- 2011 : Il cinema con il capello, Borsalino e altre storie, Fondation Borsalino, Milan
- 2010 : La Bretagne fait son cinéma au Château de Kerjean
- 2008 : Paris. Cinémathèque française, Hommage à Jacques Fonteray
- 2007 : Vincennes, Rencontres internationales du cinéma du patrimoine, « Costumes pour le cinéma »
- 2007 : Clermont-Ferrand, Galerie d’Art contemporain, « Jacques Fonteray – Créations 1946-2007 »
- 2006 : Nogent-le-Rotrou, Hôtel de Ville, « 50 ans d’amour du cinéma »
- 2006 : Évreux, « Festival du film serbe »
- 2005 : Paris, Mairie du VIIe, « Le 7e art dans le VIIe, hommage à Jacques Fonteray »
- 2005 : Vence, XIe Rencontres Culture et Cinéma, Chapelle des Capucins : « Dessins pour le cinéma »
- 2003 : Toulouse, Festival international du making-off, Chapelle des Carmélites : « Hommage à Jacques Fonteray »
- 2001 : Montreuil (93), « L’industrie du rêve, un siècle en costumes »
- 2001 : Paris, Pavillon des Arts, Les plus belles robes du cinéma
- 2000 : Paris, Cinémathèque, « Deux créateurs de costumes : Marcel Escoffier, Jacques Fonteray »
- 1999 : Colmar, Festival de cinéma, « Costumes pour le cinéma »
- 1998 : Potsdam, Filmmuseum, « Mythos Romy Schneider » (Le Mythe Romy Schneider)
- 1996 : Paris VIIe, Galerie J.F. Voltz, « Dessins pour le cinéma »
- 1994 : Saint Egrève, « Pastels, œuvres pour le cinéma »
- 1993 : Paris, Foyer de l'église de La Madeleine, « Double peau, double expo »
- 1985 : Nice, Villa Arson, « De Barbarella à la Banquière, 120 esquisses de costumes de cinéma »
- 1984 : Katmandou (Népal), Institut culturel français
- 1983 : Clermont-Ferrand, Maison des congrès et de la culture, « Costumes de cinéma à travers un créateur »
- 1981 : Clermont-Ferrand, galerie Le quartier Blatin, « Jacques Fonteray, dessins, pastels »
- 1980 : La Farlède , « Les femmes et le cinéma »
- 1975 : Paris, Grand Palais, « Les grands décorateurs de théâtre et de cinéma »
- 1971 : Paris, Musée des Arts Décoratifs, « Deux mille ans de mode »
- 1968 : Paris, Galerie 3+2, « Forest Fonteray Barbarella and Co »

## Théâtre
- 1955 : théâtre de l’Étoile, Ballets de l’Étoile, décors pour L'Inconnu de Maurice Béjart et J. Laurent
- 1965 : festival de Donaueschigen, Le Voile d’Orphée de Pierre Schaeffer et Pierre Henry
- 1970 : théâtre des Mathurins, Alice dans les jardins du Luxembourg de Romain Weingarten, mis en scène de l'auteur
- 1970 : théâtre des Mathurins, La Vie que je t'ai donnée de P.L. Pirandello, mise en scène Pierre Franck
- 1976 : théâtre des Amandiers, Monsieur Jean de Roger Vailland, mise en scène Pierre Debauche
- 1977 : théâtre de la Porte Saint-Martin, Pas d'orchidée pour Miss Blandish de Frédéric Dard d'après James Hadley-Chase, mise en scène Robert Hossein
- 1977 : théâtre de la Michodière, Pauvre assassin de Pavel Kohout, mise en scène Michel Fagadau
- 1981 : théâtre Saint-Georges, La Culotte d'une jeune fille pauvre de Carl Steinheim, adapté et mis en scène Roland Dubillard
- 2004 : théâtre des Bouffes Parisiens, Dialogues de Bêtes de Colette, mise en scène Anne Kreis